# Snood
Snood je videohra naprogramovaná Davem Dobsenem. Byla vydána v roce 1996 pro Mac OS jakožto shareware. Pro MS-DOS a Windows byla vydána v roce 1999. V roce 2001 byla firmami Rebellion Developments a Destination Software připravena verze pro Game Boy Advance. V roce 2009 byla vydána verze pro iOS. Dobson založil firmu Snood, LLC, aby mohl hru prodávat. V roce 2005 bylo vydáno pokračování Snood 2: On Vacation.
Hra samotná je založena na principu titulu Puzzle Bobble. Hraje se s kulatými obličeji různých barev, které se střílí na hrací plochu, zvanými Snoods (Snoodi). Spojením tří nebo více Snoodů stejné barvy dojde k jejich odstranění z hrací plochy. Když je plocha vyčištěna, postupuje se na další úroveň. Pokud Snoodi dosáhnou spodní části obrazovky, hráč ztrácí život. Ve většině herních režimů není hra časově omezená.
Podle Jupiter Media Metrix byla hra Snood devátou nejhranější počítačovou hrou roku 2001, s více než 1,5 milionem hráčů.